# Skynet 1A
A Skynet–1A volt az első brit katonai távközlési műhold.

## Küldetés
A katonai hírszerzés az 1960-as évektől használ műholdakat. Az amerikai és a szovjet rendszer után létrehozta a Skynet elnevezésű saját katonai kommunikációs műholdját. Feladata elősegíteni az angol katonai összeköttetések (telefon, fax, távirat) biztonságát, az érdekeltségi területekkel, objektumokkal.

## Jellemzői
Gyártotta a Philco Ford, üzemeltette a Paradigm Secure Communications. A legnagyobb felhasználó a Government Communications Headquarters (GCHQ) volt.
Megnevezései: Skynet–1A; Skynet 1;  Skynet A; COSPAR: 1969-101A; Kódszáma: 4250.
1969. november 22-én a  Floridából, a Cape Canaveral űrközpontból, az LC–17A jelű indítóállásból egy Thor–Delta M (554/D74) hordozórakétával állították geoszintkron pályára. A műhold keringési ideje 1436,46 perc, a pályasík inklionációja 13,9 ° volt. A pályamagasság perigeumban 35 791 km, az apogeumban 35 797 km volt.
Tömege 243 kg. Formája hengeres, magassága 810, átmérője 1370 centiméter. Forgás-stabilizált űreszköz. A telemetriai kapcsolatot antennák segítségével biztosították. Az űreszköz felületét napelemek borították, éjszakai (földárnyék) energia ellátását kémiai akkumulátorok biztosították. Szolgálati idejét egy évre tervezték.
Műszaki hiba miatt kevesebb mint egy évig volt üzemképes. A légkörbe történő belépésének ideje ismeretlen.